# Серп и Молот (завод, Москва)
Московский металлургический завод «Серп и Молот» — один из старейших и крупнейших заводов на территории Центральной России. Основан в 1883 году. Прекратил деятельность в 2011 году.

## История
В 1883 году французским предпринимателем Юлием Гужоном было основано Товарищество Московского металлического завода. Завод был построен недалеко от Рогожской заставы.
В 1890 году на заводе была запущена первая мартеновская печь.
В 1913 году работали уже семь мартеновских печей, выплавлявшие более 90 000 тонн стали в год, несколько мелкосортных и листопрокатных станов. Завод выпускал главным образом простое железо, железную проволоку, гвозди, болты и др.
В 1918 году завод был национализирован. К тому времени в результате Первой мировой войны и связанной с ней разрухи выпуск продукции заводом уменьшился в 50 раз по сравнению с уровнем 1913 года.

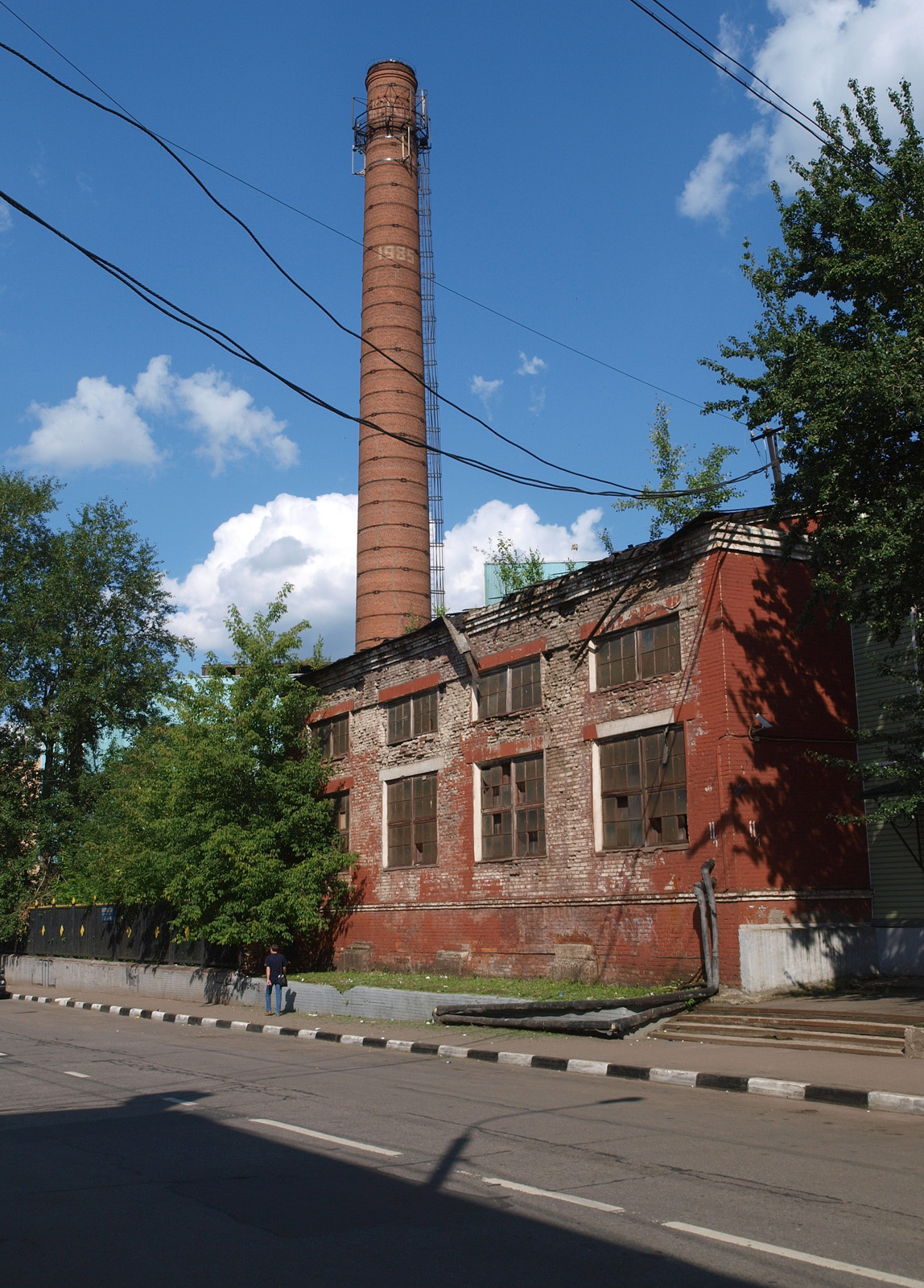
Один из старых корпусов завода

7 ноября 1922 года «по просьбе трудящихся» предприятие было переименовано в «Московский металлургический завод „Серп и молот“».
К 1928 году производство выходит на уровень 1913 года.
В 1931 году завод вошёл во вновь организованное объединение «Спецсталь». В последующие три года была создана техническая база с современным для того времени оборудованием и освоена новая технология производства продукции из качественной стали. Были построены корпуса фасонно-литейного, калибровочного и лентопрокатного цехов; установлены первые электропечи, волочильные станы, термические и травильные агрегаты.
В 1932 году на новом стане холодной прокатки впервые в стране был освоен выпуск ленты толщиной 0,1—1,0 мм из нержавеющей стали.
В 1939 году за доблестный труд в годы первых пятилеток и успешное выполнение государственных заданий завод был награждён орденом Ленина.
В 1941 году завод был эвакуирован на площадки различных уральских заводов. В частности, оборудование фасонно-литейного цеха (кроме электропечей), калибровочного, сталепроволочного 
и канатного цехов перевезли в г. Магнитогорск для размещения его на Магнитогорском металлургическом комбинате.
Оборудование цеха холодного проката перевезли на Нижнетагильский завод имени Куйбышева. Оборудование цеха серебрянки и часть станков механического цеха перевезли на Златоустовский металлургический завод. Оборудование мартеновского цеха № 1, оборудование прокатного, листопрокатного, прессового 
цехов, энергооборудование и оборудование вспомогательных цехов перевезли на Омутнинский завод. Оборудование биметаллического цеха перевезли на Белорецкий метизный завод.
Начиная с 1942 года часть производства возвращается в Москву. 
Во время Великой Отечественной войны завод выпускал оружейную продукцию для фронта. В частности, в 1944—1945 гг. изготавливал башни для танков ИС-2.
В 1945 году за заслуги в обеспечении фронта завод был награждён орденом Трудового Красного Знамени.
В 1949 году впервые в мире была разработана технология применения кислорода для интенсификации мартеновского производства стали, за что группе ученых и работников завода была присуждена Сталинская премия первой степени. Впоследствии эта технология получила широкое распространение как на отечественных, так и на зарубежных металлургических заводах.

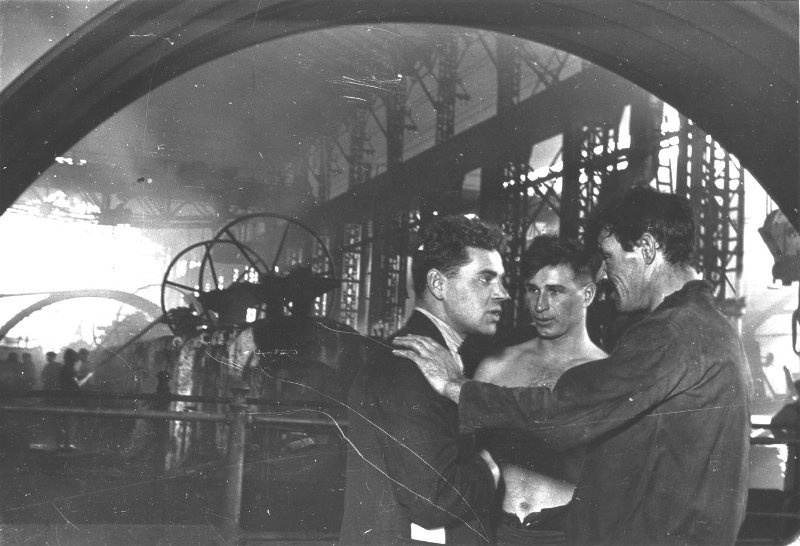
Редактор многотиражки завода «Серп и молот», бывший прокатчик, будущий министр культуры Николай Михайлов пришел в родной цех побеседовать со своим учителем. 1935 г.

В 1950 году Сталинская премия была присуждена сталеварам завода, добившимся резкого сокращения продолжительности мартеновской плавки и удлинения кампании между ремонтами печей. В этот же период энергетики завода внедрили на печах испарительное охлаждение элементов, котлы-утилизаторы и систему автоматического управления тепловым режимом плавки. В последующие годы мартеновские печи были переведены с мазутного отопления на газовое: процесс разливки стали перенесен на подвижные платформы с изложницами.

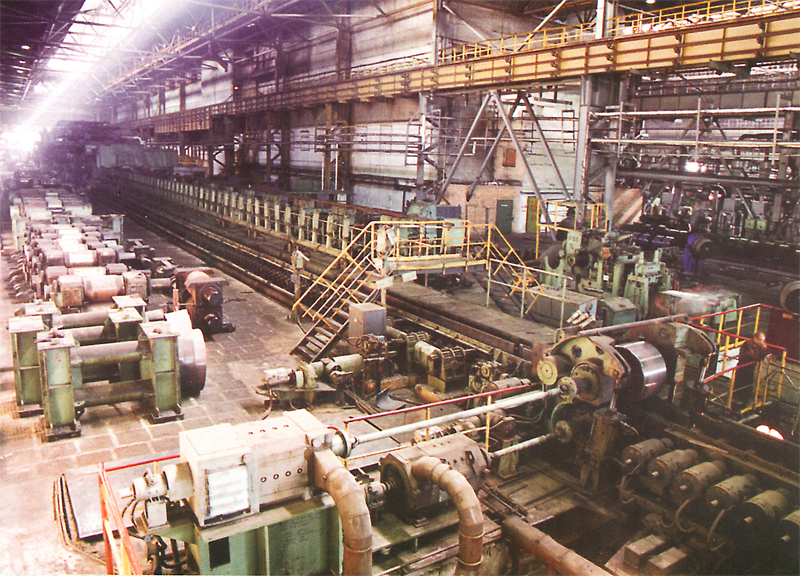
Полунепрерывный стан 560

В 1963 году началось частичное переоборудование мартеновского цеха в электросталеплавильный. Были пущены и освоены установки электрошлакового переплава (ЭШЛ).
За период с 1945 по 1971 годы производство продукции прокатным цехом увеличилось вдвое.
В 1970-х годах завод проходил полную реконструкцию. В результате реконструкции завод переведён на изготовление высококачественной продукции из высоколегированных и нержавеющих марок стали. При этом были предусмотрены комплексная механизация и автоматизация всех производственных операций и применение наиболее прогрессивных технологических процессов. В 1976 году плавка на мартеновских печах была остановлена, завод полностью перешёл на электропечи.
В 1978 году на заводе была внедрена разработанная учеными Института электросварки им. Патона новая прогрессивная технология переплава — по четырёхручьевой схеме в подвижном кристаллизаторе с программным управлением. Был разработан оригинальный процесс приготовления жидкоподвижных формовочных смесей, на который впоследствии ряд зарубежных фирм приобрел лицензии. Были построены механизированные склады формовочных материалов, отделение централизованного приготовления формовочных материалов, а для термообработки литья — кольцевая и камерные печи. В результате всех этих мероприятий только за 1965—1970 годы был увеличен выпуск листового проката из нержавеющей стали на 21 %, калиброванных прутков из нержавеющей стали — на 30 %, калиброванной стали — на 38 %, серебрянки — на 40 %.
В 1983 году за большие успехи в выполнении заданий по выпуску высококачественной продукции, улучшению технико-экономических показателей на основе реконструкции и технического перевооружения завода коллектив был награждён орденом Октябрьской Революции. 127 работников были награждены орденами и медалями — награждение работников происходило в Георгиевском зале Кремля.
29 апреля 1984 года завод посетил Генеральный секретарь ЦК КПСС К. У. Черненко, который в речи перед коллективом завода произнёс свою знаменитую фразу: «В каждой советской семье никогда не утихнет боль утрат, которые принесла минувшая война. Двадцать миллионов человеческих жизней отдала наша страна за свою независимость, за спасение мировой цивилизации от угрозы порабощения фашистскими варварами. Центральный комитет партии и советское правительство понимают свою высочайшую ответственность перед народом. Июнь 1941 года не повторится! Любого агрессора настигнет незамедлительное возмездие! Пусть это знают все: и наши друзья, и наши недруги».

### 1990-е
В 1990-х годах объём выпускаемой продукции был сокращён.

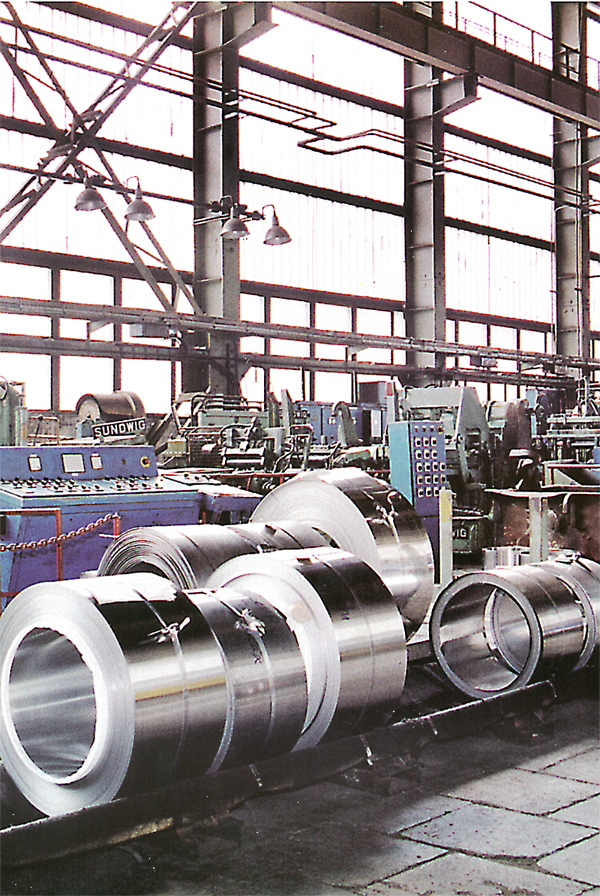
Общий вид. Цех холодной прокатки нержавеющей ленты (ЦХПНЛ)

### 2000-е
В 2005 году 14 августа в 15:00 на заводе произошёл пожар, который охватил 60 м² мягкой кровли. На место происшествия было стянуто 10 пожарных расчётов и вертолёт.
В ноябре 2007 года был законсервирован калибровочный цех.
В 2008 году сортопрокатный стан 320/250 был перенесён в город Ярцево Смоленской области.
В январе 2009 года были закрыты сортопрокатный и сталепроволочный цеха.
В 2006—2007 годах появлялась информация о том, что на месте завода могут появиться офисы, магазины и даже Нижегородский вокзал. Впоследствии информация была опровергнута мэром Москвы.
В апреле 2011 года выплавка стали на заводе была прекращена.
В сентябре 2013 года был объявлен международный конкурс на архитектурно-градостроительную концепцию территории завода «Серп и Молот», предусматривающую возведение жилого микрорайона, а также офисных зданий. Завершение проекта реорганизации промзоны намечено на 2025 год.
12 августа 2014 года в здании завода произошёл пожар. В тушении были задействованы пожарные расчёты, а также вертолёты Ми-26 и Ка-32[значимость факта?].
В 2014 году был одобрен план застройки территории бывшего завода. Проект назвали ЖК «Символ»; общая площадь застройки превысит 1,5 млн м².
С 2015 года Группой компаний «КрашМаш» проводится снос зданий и сооружений на территории завода, который планируется полностью завершить к 2022 году.
В марте 2015 года на территории завода началось строительство жилого комплекса. Помимо жилого комплекса, будут построены детская и взрослая поликлиники, детские сады, школы и многое другое.
В ноябре 2015 года компании «Донстрой» было предоставлено разрешение на застройку участка, занимаемого заводом «Серп и Молот», жилыми домами, офисной недвижимостью и сопутствующей инфраструктурой. Таким образом можно говорить о том, что прославленный завод завершает свою историю, уступая место жилым кварталам.

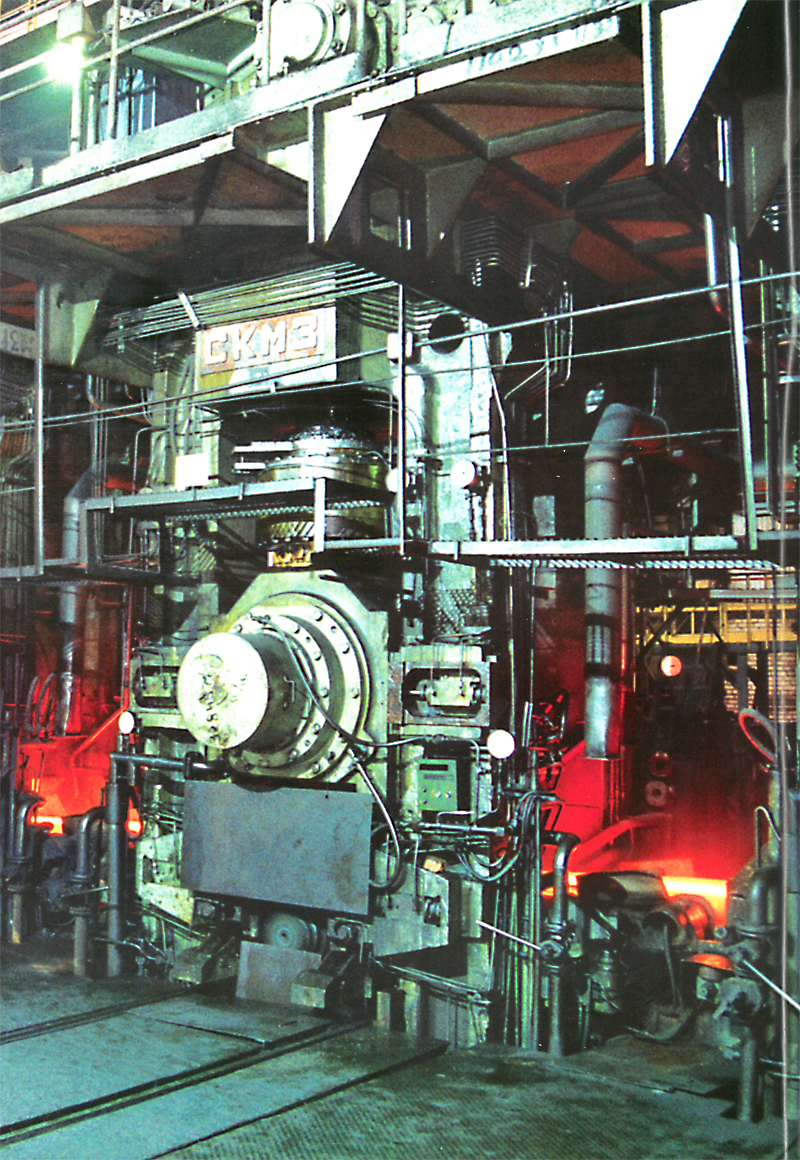
Листопрокатный цех. Прокатный стан

### История калибровочного цеха

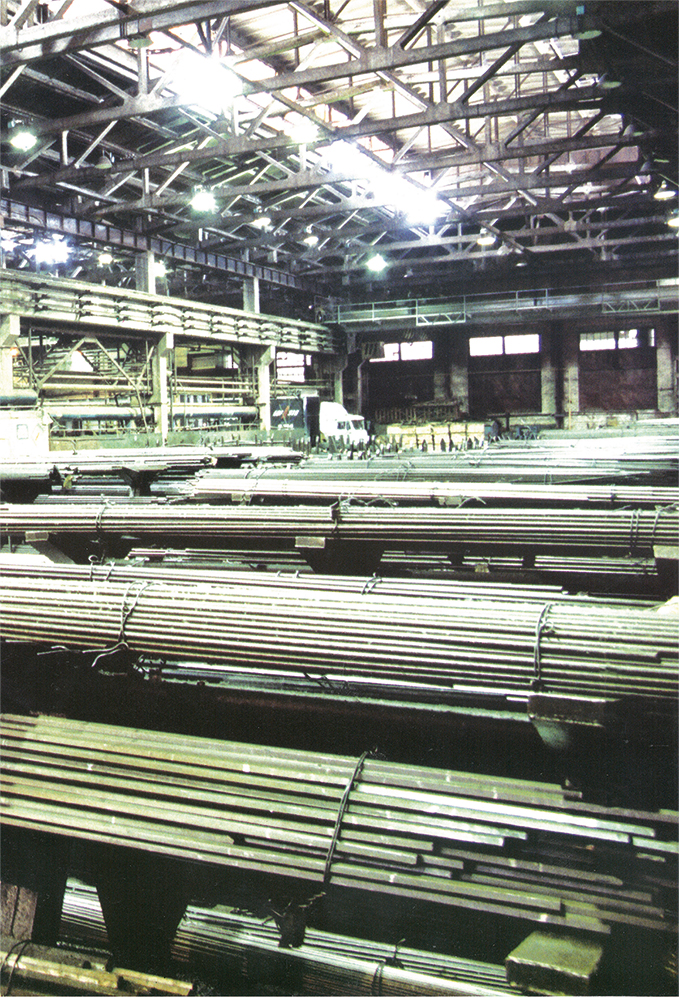
Калибровочный цех. Продукция

Калибровочный цех начал работать 19 ноября 1932 г. Он являлся первенцем советской металлургии по выпуску калиброванной стали. Уже через 3 месяца после пуска цеха были выпущены первые 5 тонн шарикоподшипниковой стали, качество которой было выше, чем у зарубежных производителей. Вплоть до 1939 г. шло постепенное строительство цеха, достраивались новые пролёты, устанавливалось современное по тем временам оборудование. Особый период в работе цеха, как и всей страны, — это период 1941—1945 гг. — Великая Отечественная война. Всё оборудование цеха и большая часть работников вместе с семьями были эвакуированы в Магнитогорск.
В 1959 году началось интенсивное освоение новой продукции, расширялся ассортимент, увеличивался выпуск стали.
В ходе коренной реконструкции в период с 1973 года цех был оснащён современнейшим оборудованием, и к 1985 году достиг наилучшего соотношения количественных и качественных показателей. Он был награждён дипломом «Лучший цех завода».
В период перестройки цех был на грани закрытия, но, несмотря на все проблемы, удалось сохранить дух коллектива, основной костяк высококвалифицированных кадров рабочих и ИТР, работоспособность оборудования, соблюдение технологии, требовательность к качеству выпускаемой продукции и как следствие — уважение и признание марки завода у основных потребителей.
В это же время активно велись работы по поискам новых заказов, по разработке и внедрению новых технологий, по расширению сортамента выпускаемой продукции‚ что дало возможность увеличить объёмы производства и поправить экономические показатели цеха.

## Отделения завода
- Электрофасонно-литейный цех (ЭФЛЦ)
- Сортопрокатный цех
- Листопрокатный цех
- Цех холодной прокатки нержавеющей ленты
- Сталепроволочный цех
- Цех горячей прокатки полос и листов
- Калибровочный цех
- Трубное отделение
- Канатный цех
- Механический цех
- Цех ремонта металлургического оборудования
- Цех ремонта металлургический печей
- Ремонтно-механический цех
- Электрический цех
- Цех товаров народного потребления
- Центральная заводская лаборатория

## Продукция завода
Завод выпускал следующие виды продукции:
- трубы
- фасонное литьё
- холоднокатаная лента и лист
- горячекатаный лист
- калиброванный прокат
- канаты
- проволока

## Транспорт
Рядом с заводом находится станция «Москва-Товарная-Курская» (ранее являлась отгрузочной станцией для завода, однако в настоящее время подъездные пути завода не имеют соединения с данной станцией) Курского направления МЖД и платформа «Серп и Молот» Горьковского направления МЖД. На заводе хорошо развита система подъездных путей.
В начале 2016 года на отрезке пути у заводоуправления 55°45′03″ с. ш. 37°41′09″ в. д. были установлены маневровый паровоз 9П и маневровый тепловоз ТГМ1.

## Вне производства
Завод имеет собственный музей (по адресу: город Москва, Таможенный проезд, д. 12). В 1929—1933 годах был возведён клуб завода «Серп и молот» (архитектор — Игнатий Милинис).

## Работники

### Директора завода
- -1930- Степанов П.Ф.
- июнь 1938 — май 1958 года Ильин, Григорий Маркелович
- ноябрь 1960 — ноябрь 1972 Ермолаев, Владимир Алексеевич
- с 1996 г. и до момента смерти 26 декабря 2012 года Пареньков, Сергей Леонидович